# Xã Hardin, Quận Faulkner, Arkansas
Xã Hardin (tiếng Anh: Hardin Township) là một xã thuộc quận Faulkner, tiểu bang Arkansas, Hoa Kỳ. Năm 2010, dân số của xã này là 6.775 người.